# George M. Bowers

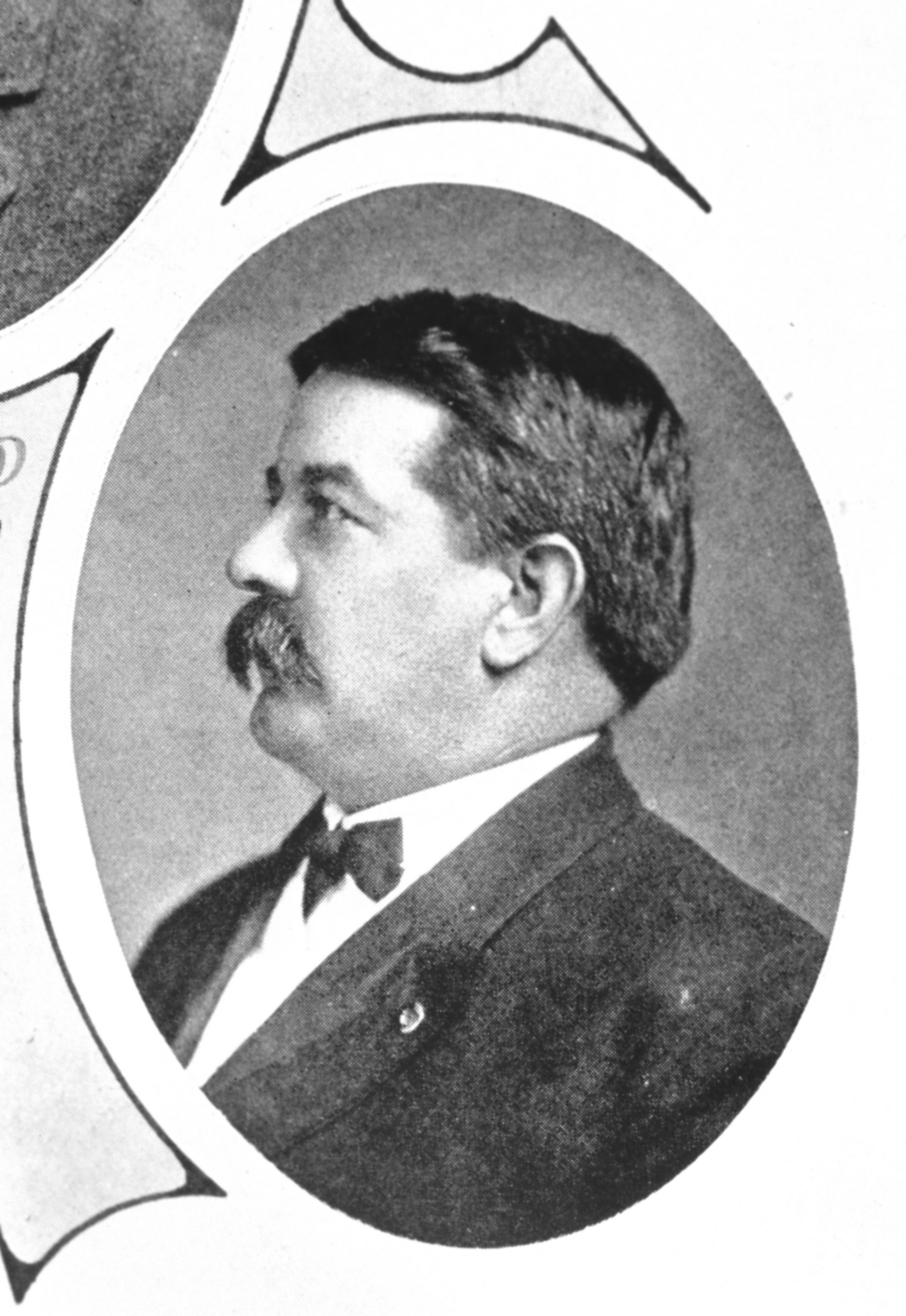
George M. Bowers

George Meade Bowers (* 13. September 1863 in Gerrardstown, Berkeley County, West Virginia; † 7. Dezember 1925 in Martinsburg, West Virginia) war ein US-amerikanischer Politiker. Zwischen 1916 und 1923 vertrat er den zweiten Wahlbezirk des Bundesstaates West Virginia im US-Repräsentantenhaus.

## Werdegang
George Bowers wurde zunächst privat erzogen und besuchte danach die High School. Anschließend wurde er im Bankwesen und in der Politik tätig. Er wurde Mitglied der Republikanischen Partei und saß von 1883 bis 1887 im Abgeordnetenhaus von West Virginia. Bei der Volkszählung des Jahres 1890 leitete er das Census-Büro in West Virginia. Im Jahr 1893 war er Finanzvorstand der Kommission von West Virginia für die Weltausstellung in Chicago. Zwischen 1898 und 1913 fungierte Bowers als Fischereibeauftragter seines Heimatstaates.
Nach dem Tod des Kongressabgeordneten William Gay Brown im März 1916 wurde Bowers in einer Nachwahl im zweiten Distrikt von West Virginia zu dessen Nachfolger im US-Repräsentantenhaus in Washington gewählt, wo er am 9. Mai 1916 sein neues Mandat antrat. Nachdem er bei den folgenden drei regulären Kongresswahlen in seinem Amt bestätigt wurde, konnte er bis zum 3. März 1923 im Kongress verbleiben. In diese Zeit fielen der amerikanische Eintritt in den Ersten Weltkrieg, die bundesweite Einführung des Frauenwahlrechts und das Prohibitionsgesetz. Bei den Wahlen des Jahres 1922 unterlag er dem Demokraten Robert E. Lee Allen.
Nach seiner Zeit im Kongress war Bowers Präsident der People’s Trust Co. Er starb am 7. Dezember 1925 in Martinsburg und wurde in seinem Geburtsort Gerrardstown beigesetzt.